# Chiesa di San Michele Arcangelo (Mezzocorona)
La chiesa di San Michele Arcangelo è la chiesa cimiteriale di Mezzocorona, nella provincia autonoma di Trento. Risale al XVIII secolo.

## Storia
L'edificazione della chiesa su Doss San Michele, sito del camposanto della comunità, è stata completata nel 1722. Secondo Paolo Dalla Torre il tempio è opera di maestranze originarie di Como e la sua posizione sarebbe stata scelta perché in passato, a breve distanza, sorgeva l'antica pieve di Mezzocorona.
Attorno al 1821 vennero costruite le edicole della Via Crucis sulla strada che porta al camposanto ed alla piccola chiesa.
Nella prima metà del XIX secolo fu necessario un intervento di restauro per mettere in sicurezza la volta a rischio di crollo poi, a partire dal 1878, la copertura del tetto venne nuovamente rivista e riparata dalle infiltrazioni di acqua che stavano deteriorando gli interni.
Durante gli anni venti l'edificio fu tinteggiato e, nel decennio successivo, vennero ridipinte le stazioni della Via Crucis da Matteo Tevini. La Via Crucis a fine lavori, nel 1937, fu benedetta.
Negli anni ottanta si sono realizzati gli ultimi interventi, che hanno riguardato ancora una volta il tetto, e si sono sostituite le parti in lamiera della copertura, i pluviali e i canali della gronda.

## Descrizione

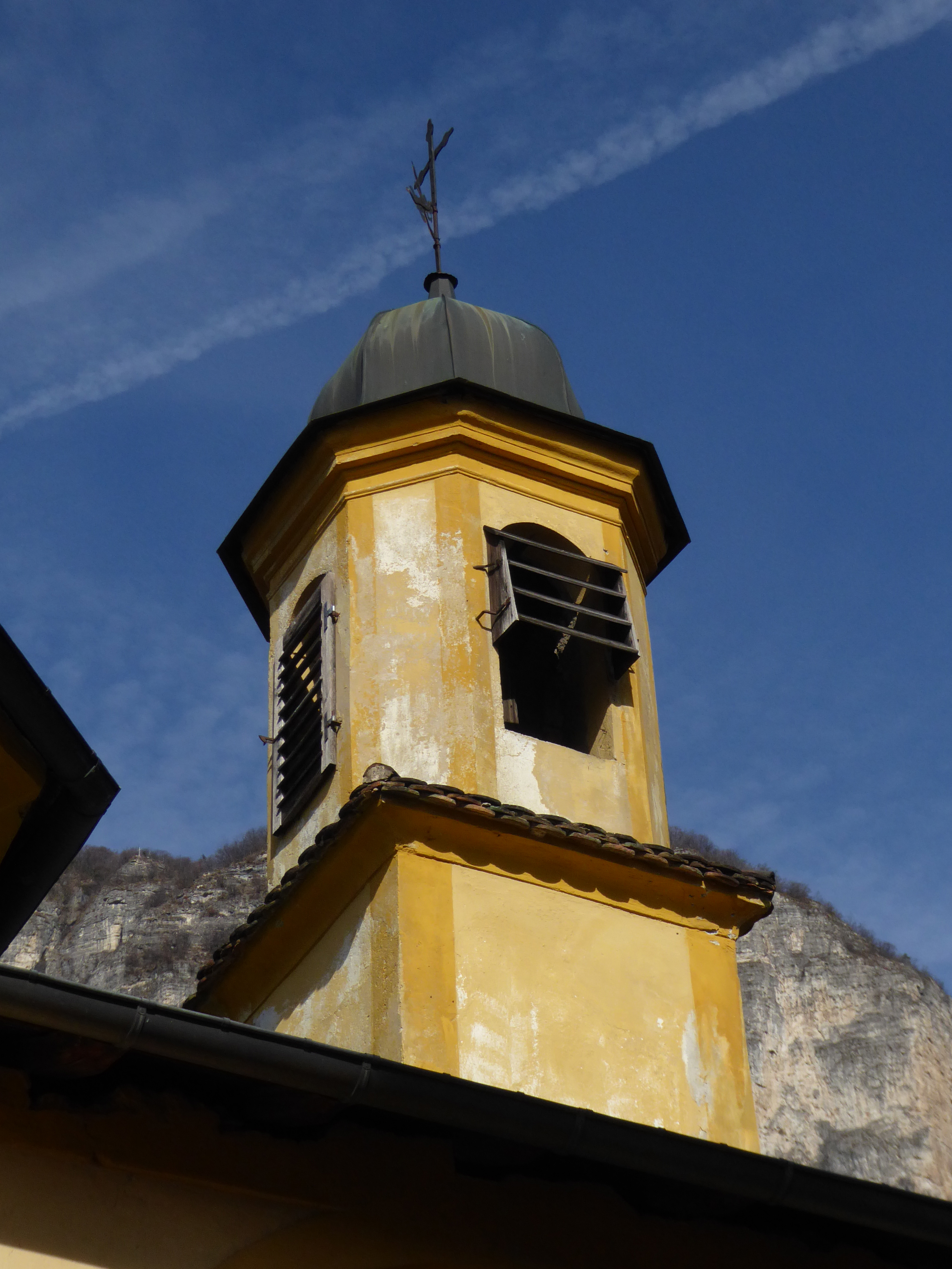
Il campanile

La piccola chiesa sorge nella parte alta dell'area cimiteriale ed è orientata verso nord est. Il prospetto con il portale è il più elaborato. Oltre al portale architravato, con frontone incompleto, in alto ha una finestra cieca a forma di lunetta. Nelle altre facciate sono presenti grandi finestre. La sala è raccolta, e segue la pianta ottagonale dell'edificio. La torre campanaria è in centro, sopra il presbiterio, e si conclude in alto con una piccola cupola. All'interno sono conservate la statua della Madonna ed il Crocifisso.